# Thomas Atmer
Nils Thomas Ivan Atmer, född 18 september 1930 i Stockholm, är en svensk arkitekt.
Atmer, som är son till advokat Ivan Atmer och Elsa Agell, avlade studentexamen 1950 och utexaminerades från Kungliga Tekniska högskolan 1960. Han anställdes på institutionen för stadsbyggnad vid Kungliga Tekniska högskolan 1959, blev arkitekt på Kooperativa förbundets arkitektkontors stadsplaneavdelning 1961 och överingenjör vid Stockholms stads stadsbyggnadskontor 1967. Han var tillsammans med bland andra Göran Sidenbladh och Igor Dergalin planarkitekt för stadsdelen Husby i Stockholm. Atmer har skrivit artiklar om stads- och samhällsplanering i fack- och dagspress. Han medverkade i filmen Rekordåren 1966, 1967, 1968... (1969).